# Johann Nepomuk Berger
Johann Nepomuk Berger (álneve: Sternau) (Proßnitz, Morvaország, 1816. szeptember 16. – Bécs, 1870. december 9.) osztrák liberális politikus, író, ügyvéd.

## Életpályája
Berger jogot, matematikát és filozófiát tanult a bécsi egyetemen. 1844-ben természet- és büntetőjogi asszisztens lett a bécsi Theresianumban. 1848 júniusától 1849 áprilisáig tagja volt a frankfurti parlamentnek (Frankfurter Nationalversammlung), mint a szélsőbaloldal képviselője. 1861 márciusában az alsó-ausztriai tartományi gyűlés (Landtag von Niederösterreich) tagjává választották.
1863-ban csatlakozott a liberális párthoz. 1867. december 30-tól tárca nélküli miniszter a polgárminisztériumban volt és a föderalizmus problémájával foglalkozott. Miután 1869. decemberben hiába sürgette az alkotmány revízióját és közvetlen birodalmi választások megtartását, 1870 januárjában nézeteivel kisebbségben maradt a kormányon belül, emiatt két minisztertársával, Eduard Taaffe gróffal és Alfred Potocki gróffal együtt 1870. január 17-én lemondott.

## Emlékezete
1894-ben Bécs 17. kerületében (Hernals) teret neveztek el róla. (Johann-Nepomuk-Berger-Platz)

## Publikációi
- Die Preßfreiheit und das Preßgesetz (Wien, 1848)
- Die österreichische Wechselordnung vom 25. Jan. 1850 (1850)
- Kritische Beiträge zur Theorie des österreichischen allgemeinen Privatrechts (Wien, 1856)
- Über die Todesstrafen (1864)
- Zur Lösung der österreichischen Verfassungsfrage (1861)